# Attitude antisportive
Attitude antisportive (unsportsmanlike conduct en anglais) au hockey sur glace est une pénalité appelée contre un joueur ou un officiel d'équipe qui tente « d’usurper le pouvoir d’un arbitre, de le discréditer ou dénigrer ou de remettre en cause son intégrité ou ses capacités ou encore de se confronter physiquement avec un arbitre» (définition officielle de l'IIHF en 2018)  .

## Type de comportements punissables
Le joueur ou un officiel de son équipe (entraîneur, etc.) peut être sanctionné selon son attitude, par exemple s'il frappe ou abime le matériel en protestation d'une décision de l'arbitre, s'il utilise un langage grossier, s'il frappe intentionnellement la rondelle hors d'atteinte de l'arbitre alors que celui-ci allait le récupérer, etc .
L'arbitre peut décider d'appliquer une sanction plus ou moins lourdes selon la globalité du comportement.

## Punitions
Selon le règlement IIHF, l'arbitre peut sanctionner le joueur, au choix par :
- Une pénalité mineure (2 minutes)
- Une pénalité de méconduite (10 minutes)
- Une pénalité de méconduite pour le match (20 minutes)
- Une pénalité de match

## Signal de l'arbitre
Mouvement avec les mains pour toucher les hanches (même mouvement que pour une pénalité de méconduite).